# 李劭婕
李劭婕，臺灣女演員。國立中山大學劇場藝術學系，國立臺北藝術大學劇場藝術研究所表演組畢業，表演作品觸及影、視、劇場。在客家劇場《烏陰天的好日子》中飾演的是康復中心的護理師，入圍第55屆金鐘獎最佳女配角獎。男友同為劇場演員呂名堯。

## 影视作品

### 電視劇
| 年分 | 播出頻道             | 劇名              | 角色       | 性質     |
| 2015 | 公視                 | 一把青            | 汪影       | 配角     |
| 2016 | 公視                 | 凌晨2點45分       | 小蓁       | 主要演員 |
| 2017 | 公視                 | 就是這YOUNG!      |            |          |
| 2019 | 客家電視台           | 烏陰天的好日子    | 吳姍姍     | 主要演員 |
| 2021 | 華視主頻、CATCHPLAY+ | 俗女養成記2       | 看房子的人 | 客串演員 |
| 2023 | Netflix              | 人選之人-造浪者   | 江宜儒     | 配角     |
| 2024 | CATCHPLAY+           | 都市懼集-電影散場 | 蔡宜惠     | 主要演員 |
| 2024 | Netflix              | 影后              |            | 配角     |
| 2025 | CATCHPLAY+           | 親密之海          | 蔡玉瓊     | 配角     |

### 電影
| 上映時間 | 電影名稱             | 角色   | 性質   | 導演           | 備註 |
| 2014     | 《時下暴力》         | 秦艾琳 | 女主角 | 廖哲毅，陳心龍 |      |
| 2018     | 《有一種喜歡叫青春》 | 胡明玲 | 配角   | 王郁惠         |      |
| 2018     | 《引爆點》           | 宋靜瑜 | 配角   | 莊景燊         |      |

### 短片
- 2018-《青春蝕光》
- 2018-《最適解》
- 2018-《氣》

### 舞台劇
- 2025-《豹歉，劇本沒有這樣寫》
- 2024-《媽，別鬧了！》、《圓環物語》
- 2023-《圓環物語》、《隱藏的寶藏》
- 2022-《星空男孩》、《如夢之夢》
- 2021-《一夫二主》、《江／雲・之／間》
- 2020-《孽子》、《我們與惡的距離》
- 2019-《越想不對勁》、《花吃花》
- 2018-《日常恋襲曲》、《外公的咖啡時光》
- 2017-《MRT2》、《莊子兵法》、《離開與重返》
- 2016-《拼裝家族》、《無差別日常》
- 2014-《游泳池(沒水)》、《哈姆雷》
- 2013-《安平小鎮》、《行車記錄》
- 2012-《海鷗》、《金龍》
- 2011-《木蘭少女》、《K24》、《Re/turn》
- 2010-《Ｑ＆Ａ》、《遊戲邊緣》
- 2009-《美女與野獸》

## 外部連結
- 李劭婕的Facebook專頁
- 李劭婕的Instagram帳戶